# Marktkapitalisierung
Die Marktkapitalisierung (englisch market capitalisation, kurz englisch market cap; auch Börsenkapitalisierung oder Börsenwert) ist der rechnerische Gesamtwert der in Umlauf befindlichen Aktien eines börsennotierten Unternehmens.
Das Kompositum besteht aus dem Bestimmungswort „Markt“, mit dem der Aktienmarkt oder allgemein die Börse gemeint ist, und dem Grundwort „Kapitalisierung“. Letzteres soll zum Ausdruck bringen, dass mit der Bewertung eine Transformation künftiger Marktentwicklungen auf den Bewertungszeitpunkt erfolgt. Die betriebswirtschaftliche Kennzahl der Marktkapitalisierung spielt bei der Aktienanalyse, Chartanalyse und der Marktanalyse eine wichtige Rolle. Zudem ist sie ein wichtiger Faktor bei der Einordnung von Aktien in ein bestimmtes Börsensegment. Umgekehrt kann eine dauerhafte Reduzierung der Marktkapitalisierung zu einem Ausschluss aus einem Börsensegment führen. Die Marktkapitalisierung wird auch zur Indexgewichtung einzelner Aktien in einem Börsenindex verwendet; dabei wird meist nicht die gesamte Marktkapitalisierung auf Basis aller ausgegebenen Aktien benutzt, sondern nur die Streubesitz-Marktkapitalisierung. Dazu werden nur die in Streubesitz befindlichen Aktien berücksichtigt, der Aktienbesitz von Großaktionären bleibt unberücksichtigt.

## Ermittlung
Die Marktkapitalisierung {\displaystyle mc} errechnet sich aus der Anzahl der umlaufenden Aktien {\displaystyle ns} und dem Aktienkurs {\displaystyle k} an einem bestimmten Stichtag:
{\displaystyle mc=ns\cdot k}.
Während die Anzahl der umlaufenden Aktien über einen längeren Zeitraum hinweg konstant bleibt, variiert der Aktienkurs täglich, so dass sich die Marktkapitalisierung meist wegen des Aktienkurses täglich verändert. Steigt der Aktienkurs, erhöht sich die Marktkapitalisierung und umgekehrt. In absoluten Zahlen kann folgendes Beispiel die Ermittlung verdeutlichen:
```
   Anzahl der emittierten Aktien:           1.100.000 Stück  
   − Anzahl der selbst gehaltenen Aktien:     100.000 Stück 
   = Streubesitz:                           1.000.000 Stück  
   Aktueller Börsenkurs je Aktie:                    50 EUR  
   = Marktkapitalisierung (Streubesitz):     50.000.000 EUR
```

Von der Anzahl der emittierten Aktien (Grundkapital) sind die eigenen Aktien abzuziehen, weil sie nicht an der Börse gehandelt werden. Der verbleibende Streubesitz wird mit dem Aktienkurs multipliziert und ergibt die Marktkapitalisierung.
Das Kurs-Gewinn-Verhältnis {\displaystyle KGV} kann auch als Quotient aus der Marktkapitalisierung und dem Gewinn {\displaystyle G} eines Unternehmens errechnet werden:
{\displaystyle KGV={\frac {\text{mc}}{\text{G}}}}.
Robert J. Shiller verfeinerte dabei das KGV, indem er den Durchschnitt der inflationsbereinigten Unternehmensgewinne der letzten zehn Jahre zugrunde legte (englisch Cyclically Adjusted Price-to-Earnings Ratio, CAPE), um stark schwankende Gewinne und Zufallsgewinne zu glätten. Empirische Untersuchungen haben ergeben, dass Aktien mit einem niedrigen KGV eine höhere Dividendenrendite erzielen als Aktien mit einem hohen KGV-Wert.

## Wirtschaftliche Aspekte
Die Marktkapitalisierung ist ein Maßstab für die Beurteilung des Handelsvolumens und der Marktliquidität, weil eine zunehmende Marktkapitalisierung häufig mit einem höheren Aktienumsatz einhergeht. Die Marktbreite ist tendenziell bei hoher Marktkapitalisierung vorhanden, Marktenge eher bei niedriger. Standardwerte verfügen im Regelfall über eine höhere Marktkapitalisierung als Nebenwerte. Eine geringe Marktkapitalisierung lässt auf einen niedrigen Streubesitz schließen und schränkt das mögliche Handelsvolumen ein. Sie kann ein Indiz für Unternehmenskäufe oder feindliche Übernahmen sein.
Beim Börsenkurs handelt es sich nicht um den Preis, der für das ganze Unternehmen gezahlt wird, sondern um den Grenzpreis für die letzte gehandelte Aktie. Zudem fließt in die Marktkapitalisierung im Regelfall nicht der Preis der Kontrolle (auch Kontrollprämie oder Paketzuschlag genannt) ein (d. h. die Fähigkeit eines Großaktionärs, unternehmerische Entscheidungen zu treffen oder zu blockieren). In der Regel entspricht die Marktkapitalisierung daher nicht der Geldsumme, die notwendig wäre, um ein Unternehmen zu erwerben. Zur Bestimmung des Unternehmenswertes werden vielmehr die Verfahren der Unternehmensbewertung angewendet, bei der weitere Informationen einfließen. Die Marktkapitalisierung dient dann lediglich der Plausibilisierung des Bewertungsergebnisses.
Die Marktkapitalisierung reflektiert den maximal möglichen Börsenumsatz einer Aktie an einem bestimmten Handelstag. Stellt man ihr den tatsächlichen Börsenumsatz gegenüber, ergibt sich der Handelsanteil dieser Aktie an ihrem gesamten maximal möglichen Handelsvolumen. Die Summe aller Marktkapitalisierungen sämtlicher börsennotierter Unternehmen ergibt die gesamte Marktkapitalisierung einer Börse, was Rückschlüsse auf die Fähigkeit einer Börse zur Mobilisierung von Kapital und zur Risikodiversifizierung zulässt. Außerdem ist die gesamte Marktkapitalisierung ein Größenmaßstab für die Unternehmensgröße von Börsen.